# تاب ميل
تلة ميل (الفارسية: تپه میل) أو معبد النار في الري (الفارسية: آتشکده ری) والمعروف أيضًا باسم معبد النار بهرَام (الفارسية: آتشکده بهرام)، هو أحد الأماكن الدينية التاريخية في الري، ويعود تاريخه إلى الإمبراطورية الساسانية. وقد سُمي بهذا الاسم نسبةً إلى بهرام جور.

## الموقع الجغرافي
تقع بقايا معبد أو معبد نار على بعد نحو 12 كيلومترًا جنوب شرق مدينة الري باتجاه ورامين، فوق تل واسع في منطقة قلعة نو. يُعرف هذا الموقع باسم "تلة ميل"، وقد بُني على أساسين كبيرين يظهران من بعيد كأنهما "ميل". وكلمة ميل (بالفارسية: میل) تشير في العمارة الفارسية إلى بناء ضيق وعالٍ كان شائعًا في العصور الماضية.

## العمارة
يتجه المبنى من الشرق إلى الغرب، وكان يحتوي في واجهته الشرقية على إيوان (بالالفارسية: ایوان) يضم أربعة أعمدة دائرية. وقد دُمّر جزء من المعبد أثناء غزو الإسكندر الأكبر لـ إيران، ولم يتبقَّ من بنائه الجميل والمكوّن من أربعة أقواس سوى عمودين فقط.

## التنقيب والترميم
في عام 1913، قام الفرنسي "جاك دي مورغان" بترميم هذا المعبد وبعض المباني المجاورة له لأول مرة. وفي عام 1933، أجرى عالم الآثار الأمريكي "إريك شميدت" أعمال تنقيب موسعة في الموقع. ومؤخرًا تابعت الباحثة الإيرانية "فيروزة شيباني" أعمال التنقيب فيه.

## وصلات خارجية
- صور في ويكيبيديا الفارسية

35°30′27″N 51°30′03″E / 35.50750°N 51.50083°E